# 종남파
종남파(終南派)는 무협소설에 등장하는 가공의 문파이다. 섬서성 종남산(陝西省 終南山, 산시성 중난산)에 있으며, 무협소설에서는 십중팔구 무림맹에 속한 정파, 특히 구파일방의 하나로 등장한다. 아마 종남산 일대 시안 지역이 도교의 발상지라서 많았던 도관들을 바탕으로 무협지 문파로 생기게 된듯하다.

## 특징
종남산 자체는 도교의 명사이자 전진교의 창시자 왕중양이 전진교를 창시한 곳으로 도교의 명소임에도 불구하고, 예나 지금이나 많은 무협소설에서 같은 도가문파인 무당파나 화산파에 비해 비중이 영 높지 않은 편이다. 보통 작가에 따라서는 아예 구파일방에서 종남파를 빼고 다른 문파를 넣기도 할정도. 사실 듣기 좋으라고 구파일방이지 어느 작가의 작품이든 빠짐없이 들어가는 문파는 소림사, 무당파, 화산파, 아미파.